# Чами, Фото
Фото Чами (алб. Foto Çami; род. 4 октября 1925, Лябова) — албанский коммунистический политик и учёный, член Албанской партии труда.

## Биография
Фото Чами родился 4 октября 1925 года в селении Лябова (район Гирокастра, Албания). В годы Второй мировой войны он состоял в рядах Национально-освободительного фронта Албании, где занимал должность политического комиссара. После войны Чами изучал философию в Тиранском университете, впоследствии он получил научную степень «профессора» (аналогичной доктору философии) в этой области научных знаний.
В 1970 году Чами впервые был избран депутатом Народного собрания Албании и был им до 1974 года. В 1971 году он стал членом Центрального комитета партии.
Чами в течение нескольких лет занимал пост первого секретаря партии в Тиранском округе. На VIII съезде партии в ноябре 1981 года он был включён в список кандидатов в члены Политбюро ЦК Албанской партии труда. В период с 1982 по 1991 год Чами вновь был депутатом Народного собрания Албании.
В июле 1985 года Чами был избран секретарём Центрального комитета партии. Его же на посту первого секретаря партии в Тиране сменил Пирро Конди, сторонник жёсткой линии и шурин влиятельного секретаря Центрального комитета Хюсни Капо, умершего в конце 1979 года. На IX съезде Албанской партии труда в ноябре 1986 года Чами был избран членом Политбюро и оставался им вплоть до своей отставки в декабре 1990 года.
С 1973 по 1991 год Чами был членом Академии наук Албании.
В 1993 году в Тиране был организован специальный суд над 10 бывшими высокопоставленными должностными лицами Албании. Помимо Фото Чами среди подсудимых были Мухо Аслани, Бесник Бектеши, Вангель Черрава, Хайредин Челику, Ленка Чуко, Ламби Гегприфти, Кирьяко Михали, Пали Миска и Прокоп Мурра. Их обвиняли в «злоупотреблении государственными средствами». В итоге Михали и Гегприфти получили по восемь лет заключения каждый, Миска и Шуко — по семь, Чами, Челику и Бектеши — по шесть, а Черрава, Мурра и Аслани — по пять.
В июне 1996 года Чами вновь судили. На этот раз он получил пожизненный срок за «преступления против человечности» на основании занимаемой им в своё время должности местного первого секретаря партии.